# Pseudolabrus guentheri
Pseudolabrus guentheri es una especie de peces de la familia Labridae en el orden de los Perciformes.

## Morfología
Los machos pueden llegar alcanzar los 18 cm de longitud total.

## Distribución geográfica
Se encuentran en las costas subtropicales del este de Australia (desde Queensland hasta Nueva Gales del Sur ).